# Hutchins Gordon Burton
Hutchins Gordon Burton, född 1782 i Virginia, död 21 april 1836 i Iredell County, North Carolina, var en amerikansk politiker. Han var ledamot av USA:s representanthus 1819–1824 och North Carolinas guvernör 1824–1827.
Burton studerade juridik och inledde 1806 sin karriär som advokat i North Carolina. Han blev invald i representanthuset som demokrat-republikan och omvaldes två gånger. Han avgick 1824 som kongressledamot och tillträdde sedan som guvernör. År 1825 fick han agera värd för general Lafayettes besök i Raleigh. Två år senare efterträddes han i guvernörsämbetet av James Iredell Jr. Vid tidpunkten av sin ämbetsperiod som guvernör var Burton partipolitiskt obunden.
Burton avled 1836 och gravsattes på Unity Churchyard i Lincoln County.